# Église Saint-Nicolas-des-Klionniki
L'église Saint-Nicolas-le-Thaumaturge-des-Klionniki ou des-Blinniki (en russe : Храм Никола́я Чудотво́рца в Клённиках / в Бли́нниках) de Moscou, prenant son origine dans une église de bois érigée en 1468 sur ordre d'Ivan III. C'est une des églises du centre de Moscou située au début de la rue Marosseïka.

## Appellation
En 1657, l'église est mentionnée comme « l'église de Saint-Nicolas le Thaumaturge, sur la Pokrovka, au niveau de la grille » ; en 1689, elle est désignée comme « à Blinniki », en 1698 - « l'église de la Sainte Vierge, et dans la chapelle de Saint-Nicolas le Thaumaturge à Blinniki, sur la Pokrovka », et en 1701 comme « à Klinniki ». Aux XVIIIe – XIXe siècles on rencontre plus fréquemment la forme « à Klionniki ».
Le terme blinniki indiquerait que des crêpes (blini) étaient vendues à cette porte de la ville, la transformation en klionniki est une déformation qui renvoie au nom russe de l'érable (klion) dont la présence n'est pas attestée à cet endroit.

## Historique
Une première église a été érigée à cet emplacement par Ivan III pour remercier Dieu d'avoir épargné le Kremlin lors de l'incendie de la ville blanche en 1468.
En 1657, une nouvelle église en pierre est construite à côté de l'ancienne église en bois, ce qui explique l'irrégularité du mur de l'autel latéral nord.
Dans les années 1690, en raison de l'ajout d'un nouvel autel, elle s'appelait « Notre-Dame de Kazan et Nicolas le Thaumaturge sur la Pokrovka à Blinniki ».
En 1701, l'église est reconstruite et élargie après un grand incendie. En 1749, après un autre incendie, le clocher actuel est érigé et les façades de l'église ont été partiellement reconstruites.
Une restauration du bâtiment a lieu en 1927, mais elle est fermée au culte en 1931. Les coupoles de l'église et du clocher sont démontées. Le bâtiment sert d'abord d'entrepôt puis accueille la comptabilité du Komsomol.
En décembre 1989 une école de peinture d'icônes ouvre ses portes dans l'ancienne église, qui est restituée au patriarcat orthodoxe de Moscou en juillet 1990. Les coupoles, croix et l'intérieur de l'église ont été restaurés.